# مركز الملك عبد الله بن عبد العزيز للتخطيط والسياسات اللغوية
مركز الملك عبد الله بن عبد العزيز للتخطيط والسياسات اللغوية (سابقًا: مركز الملك عبد الله بن عبد العزيز الدولي لخدمة اللغة العربية) مركز سعودي مخصص للحفاظ على سلامة اللغة العربية وتعليمها، أُنشئ في 23 رجب 1429هـ، ومقره مدينة الرياض ويرتبط بوزارة الثقافة السعودية، والمركز يتجاوز الصفة المحلية إلى صفة دولية ويضم في عضوية مجلس أمنائه علماء وخبراء باللغة العربية من عدة بلدان حول العالم بما يعزز بعده العربي كما يشارك بأنشطة خارج المملكة.
في 23 يناير 2024م صدرت موافقة مجلس الوزراء على إلغاء تنظيم «مركز الملك عبد الله بن عبد العزيز للتخطيط والسياسات اللغوية»، ودمج المركز في «مجمع الملك سلمان العالمي للغة العربية».

## أهداف المركز
1. المحافظة على سلامة اللغة العربية
2. إيجاد البيئة الملائمة لتطوير وترسيخ اللغة العربية ونشرها
3. الإسهام في دعم اللغة العربية وتعلمها
4. العناية بتحقيق ونشر الدراسات والأبحاث والمراجع اللغوية
5. وضع المصطلحات العلمية واللغوية والأدبية والعمل على توحيدها ونشرها
6. تكريم العلماء والباحثين والمختصين في اللغة العربية
7. تقديم الخدمات ذات العلاقة باللغة العربية للأفراد والمؤسسات والهيئات الحكومية.[1]

## لجان المركز
يوجد للمركز ثلاث لجان أساسية، للعمل على تنفيذ المبادرات والأعمال والإشراف عليها حسب الاختصاص، وهي:
- اللجنة الاستشارية.
- المستشارون.
- لجنة التخطيط والسياسة اللغوية.

## قواعد البيانات
انطلاقًا من أهمية الأدلة وقواعد البيانات، وإسهامها في تقدم المجتمعات التي تخطط للمستقبل على أسس علمية، سعى المركز إلى وضع عددٍ من قواعد البيانات المتعلقة بمجالات باللغة العربية داخل المملكة وخارجها، عن طريق جمع بيانات تحتوي على المعلومات المحدثة والدقيقة لمجالات عديدة مختصة باللغة العربية، وتسهيل وصول الباحثين والمهتمين إليها. حيث اختير لها مصطلح (بناء) حتى يكون مظلةً عامة، تشمل كلَّ ما يصدر عن المركز من أدلة بيانات وقواعدها، فالبيانات التي تتضمنها هذه القواعد قابلة للنمو والزيادة.
وصل عدد القواعد التي أنجزها المركز إلى 3 من قواعد البيانات، يمكن الوصول إليها إلكترونيًا، وهي كالآتي:

### قاعدة بيانات بناء 1
وهي قاعدة تشمل بيانات مؤسسات اللغة العربية بالمملكة العربية السعودية. تسعى هذه القاعدة إلى جمع بيانات عن القائمين عليها، وإتاحتها للعامة، لأغراض الاستثمار والتواصل المعرفي في كل ما له علاقة باللغة العربية، وسياستها اللغوية.

### قاعدة بيانات بناء 2
وهي قاعدة تشمل بيانات المؤسسات المهتمة باللغة العربية عالميًا، لهدف حصرها، وجمع بياناتها، وتوفيرها للجميع لاستثمارها والاستفادة منها في الشراكات ذات الصلة باللغة العربية في مجالات متعددة، مثل البحث، والنشر، والتعليم.

### قاعدة بيانات بناء 3
وهي قاعدة تشمل بيانات مصادر تعليم اللغة العربية للناطقين بغيرها، حيث إنها تجمع معلوماتٍ عن المؤسسات والأنشطة المتعلقة بتعليم اللغة العربية لغير الناطقين بها محليًّا ودوليًّا، وتوفرها للجميع للاستفادة منها.

## قاعدة بيانات مرصد اللغة العربية
أطلق المركز مرصد اللغة العربية بوصفه مرصدًا إلكترونيًّا، يرصد كلَّ ما يخصُّ اللغة العربية وشؤونها اللغوية. كما يعمل المرصد على تتبع أخبار اللغة العربية والجهات المعنية بها، وتقديمها للباحثين والمهتمين بها، من خلال تتبع مواقع هذه الجهات، سواء كانت جامعات، أو مؤسسات، أو مجامع، أو دور نشر، أو مجلات مختصة، من خلال عملية الربط باستخدام خاصية RSS. كما يسعى المركز إلى تأسيس مرصد، يختص "برصد حالة المعالجة للغة العربية آليًا"، على أن يكون مرصدًا مرجعيًّا محليًّا وإقليميًّا ودوليًّا. سيركز المرصد على تتبع المشاريع والمبادرات والبرامج التي توظف الذكاء الاصطناعي في خدمة اللغة العربية، ورصدها.

### قاعدة بيانات المبادرات اللغوية
تشمل هذه القاعدة رصد المبادرات والمشاريع والأعمال التي يقوم بها الأفراد أو المؤسسات، وتهدف إلى خدمة اللغة العربية. وشملت المبادرات في فئة الأفراد مبادراتٍ لغويةً مثل: مبادرة القراءة العالمية، مبادرة الكتابة الصوتية بالحرف العربي، مبادرة رواق المدينة، مبادرة سلسلة تنوين، مبادرة مجلس سجال الثقافي، مبادرة مجلة عود الند الثقافية، مبادرة باحثون، مبادرة مجلة الفيصل، مبادرة لسان عربي مبين، وغيرها من مبادرات الأفراد اللغوية. أما المبادرات اللغوية التي صدرت من المؤسسات فهي: منصة المدرب اللغوي، برنامج تأصيل العربية، تطبيق كتاب صوتي، العيادة اللغوية، كرسي الأدب السعودي، مركز قصتي الثقافي، وغيرها من المبادرات المسجّلة في قاعدة بيانات المبادرات اللغوية للمركز.

### قاعدة بيانات التدريب اللغوي
أسس المركز مسارًا خاصًّا للتدريب اللغوي، تماشيًا مع خطة المركز، وتركيزًا على الاهتمام باللغة العربية في السياق التعليمي لها. يهدف هذا المسار إلى التعاون مع الشركات والمؤسسات المعنية باللغة العربية، ودعمها في هذا النشاط، لإيصال اللغة العربية بأفضل الطرق. ومن جهود المركز الأساسية في التدريب اللغوي:
- إنشاء وحدة التدريب في المركز، حيث أنشأ الوحدة مستفيدًا من علاقاتها مع شركات وجامعات ومؤسسات منها: جامعة الإمام محمد بن سعود الإسلامية، وجامعة الملك سعود، ومعهد الإدارة العامة.
- الملتقيات التنسيقية للجهات التدريبية، ومنها: ملتقى "مراكز التدريب اللغوي في المؤسسات السعودية"، وملتقى "التدريب اللغوي: الواقع وآليات التصنيف والاعتماد".
- الدورات التدريبية، حيث قام المركز بالعديد من الدورات التدريبية المختصة بالتدريب اللغوي، مثل، برنامج تدريب الموظفين في مكاتب الأمراء والوزراء على تحرير الخطابات الرسمية، والعروض، وبرنامج تدريب معلمي الموفدين إلى جمهورية المالديف.[13]

## البرامج

### برنامج النشر العلمي
أصدر المركز معايير خاصة بالنشر العلمي، وذلك سعيًا منه ليكون مرجعًا موثوقًا للعلم والمعرفة في مختلف المجالات البحثية في اللغة العربية، يهدف من خلالها إلى استقطاب الدراسات العلمية، والكتب المتميزة، والمعاجم والموسوعات والمواد العلمية. كما وضع المركز عوامل أساسية ضمن تأسيس برنامج النشر العلمي، وهي:
- تشكيل لجنة مختصة بفرز الأبحاث واقتراح المحكمين، حيث اشتملت اللجنة على مختصين من الجامعات في المجال نفسه.
- توقيع اتفاقيات مع جهات مختصة، تقوم بأعمال الطباعة والنشر.
- إقرار نظام مكافأة الباحثين، لبث روح التنافس بين المتقدمين.[14]

بلغت مسارات برنامج النشر العلمي 9 مسارات، هي:
- النشر العلمي العام، ويتضمن نشر الرسائل والكتب العلمية المختصة باللغة.
- المعاجم، وتتضمن المعاجم اللغوية العامة والمتخصصة.
- الترجمة، وتشمل ترجمة الكتب والأبحاث، التي تخدم أهداف المركز.
- النصوص اللغوية، ويشمل تحقيق المخطوطات ذات العلاقة باستراتيجيات المركز.
- المباحث اللغوية وتختص بالأبحاث التي تركز على مسائل لغوية علمية.
- الدوريات والمجلات، وتركز على المجلات بأنواعها كافة، حيث أصدر المركز في هذا المسار، بالتعاون مع مجمع الملك سلمان العالمي للغة العربية، مجلاتٍ مثل: مجلة التخطيط اللغوي، مجلة اللسانيات العربية، مجلة تعليم اللغة العربية لغة ثانية.
- كتب الأطفال، ويختص بالكتب والأبحاث، التي تخدم مرحلة الطفولة وتعلم اللغة.
- المناهج التعليمية، وتختص بالمواد التعليمية في مجال تعليم اللغة العربية.
- التعريف والتوثيق، ويتضمن كل التقارير والأدلة والمنشورات التعريفية بالمركز.

#### مجالات النشر العلمي
يركز برنامج النشر العلمي في مرحلته الأولى على مجالاتٍ متخصصةٍ في مجالات اللغة العربية، وهي:
- حوسبة اللغة العربية واللسانيات الحاسوبية.
- تعليم اللغة العربية للناطقين بغيرها.
- تطوير برامج تعليم اللغة العربية والمناهج المختصة.
- علاقة اللغة العربية باللغات الأخرى.
- صناعة المعاجم والموسوعات اللغوية.
- دراسة الظواهر اللغوية.
- التعريب.
- التراث اللغوي.
- الهوية اللغوية العربية والحفاظ عليها.

### برنامج التخطيط اللغوي
هو أحد برامج المركز التي تعمل على العناية بالتخطيط اللغوي والسياسة اللغوية، من خلال استقطاب الخبراء، ورسم الخطط والسياسات والمبادرات والمشروعات اللغوية النظرية والتطبيقية، والإشراف على تنفيذها، ومتابعتها بهدف إثراء المحتوى العلمي، وتنمية الثقافة والممارسة البحثية في مجال التخطيط اللغوي والسياسات اللغوية، والإسهام في ترجمة السياسات اللغوية إلى واقع عملي:
- إثراء المحتوى العلمي في مجال التخطيط اللغوي والسياسة اللغوية.
- تثقيف الباحثين وتشجيعهم على البحث في مجال التخطيط اللغوي والسياسات اللغوية.
- تقديم معايير وتوصيات للدول المعنية بخدمة اللغة العربية، لتحسين الممارسات في هذا المجال.
- تقديم المبادرات التي تهتم بمجال التخطيط اللغوي والسياسة اللغوية ودعمها.
- ترجمة السياسات اللغوية إلى واقع ملموس والاستفادة منها.
- تعزيز التعاون والشراكات البحثية في هذا المجال عربيًا ودوليًا.
- بناء قاعدة مختصة بالبحث في مجال التخطيط اللغوي والسياسة اللغوية ونشرها.

#### مجالات عمل برنامج التخطيط اللغوي
يركز العمل في هذا المسار على استهداف 4 نطاقات مستنبطة من الإطار العام لمجال التخطيط اللغوي، وهي، تخطيط الوضع اللغوي، تخطيط الاكتساب اللغوي، تخطيط المُتُن اللغوية، وتخطيط المكانة اللغوية.

##### إنجازات برنامج التخطيط اللغوي
أنجز المركز في مسار التخطيط اللغوي العديد من المشاريع والمبادرات النوعية، منها:
- الندوة الدولية الأولى في التخطيط والسياسة اللغوية، شارك فيها عدد من المختصين من دول عربية لتبادل الخبرات وعرض التجارب.
- إصدار مجلة التخطيط والسياسة اللغوية، وهي مجلة علمية، تعنى بدراسة قضايا التخطيط والسياسة اللغوية، بما في ذلك دراسات التعريب، والتنوع اللغوي، والازدواج اللغوي، وتمكين اللغة وتنميتها ونشرها. حيث صدر العدد الأول منها في محرم1437هـ، وأعداد المجلة متاحة من موقع المركز، مع حاشية حقوقية "هذه الطبعة إهداء من المركز لا يسمح بنشرها ورقيًا أو بتداولها تجاريًا". وقد كان تاريخ العدد الأول في أكتوبر 2015، بوصفه ملفًّا إلكترونيًّا من 138 صفحة، وشمل عددًا من المواضيع، منها، نقاش حول الأمازيغية وتعريف بكتاب كمبردج المرجعي عن السياسة اللغوية The Cambridge Handbook of Language Policy، وصدر من المجلة ثمانية أعداد حتى منتصف 2019.[18]
- ترجمة الكتب والأبحاث ذات العلاقة، ومن ذلك إطلاق مبادرة للترجمة.
- تنفيذ حلقات نقاش حول التخطيط اللغوي وأهميته.
- إقامة محاضرات علمية تعريفية بقضايا التخطيط اللغوي.
- متابعة القرارات الرسمية المتعلقة باللغة العربية.
- مبادرات الحرف العربي، ومنها مبادرة موسوعة عالمية الأبجدية العربية التي حصرت 146 لغة، كتبت بالحروف العربية، وكذلك تنسيق حفل الاحتفال باليوم العالمي للغة العربية، بالتعاون مع اليونسكو في 2015، حيث كان تحت عنوان "الحرف العربي".[17]
- مسودة النظام الوطني للغة العربية، حيث تم عرضها للمناقشة مع جهات حكومية عديدة في ملتقًى، أُقيم تحت عنوان (لقاء لغتنا العربية في 2030)، بالتعاون مع معهد الإدارة العامة.

### التعاون الدولي
يعمل البرنامج على خلق التواصل والشراكة مع القطاعات الدولية والمؤسسات المعنية باللغة العربية في العالم وتعزيزه، وذلك لخدمة اللغة العربية والتعريف بها. نفذ المركز أعماله في هذا البرنامج عبر برامج خاصة بكل دولة من دول العالم، منها:
روسيا الإتحادية، جمهورية أوغندا، الجمهورية التركية، جمهورية السنغال، جمهورية سنغافورة، مملكة ماليزيا، جمهورية باكستان الإسلامية، جمهورية أذربيجان، جمهورية النمسا، جمهورية فرنسا، المملكة المغربية، جمهورية مصر العربية، بوركينا فاسو، مملكة إسبانيا، جمهورية الصين الشعبية، جمهورية إندونيسيا، جزر القمر، موريشيوس، تنزانيا، جزر المالديف، الجمهورية الهندية.

## روابط خارجية
- أعداد مجلة التخطيط اللغوي العدد الأول ، العدد الثاني ، العدد الثالث ، ويتوفر على موقع المركز بقية الأعداد.